# Saison 10 de Chicago PD
 (juin 2024).
Si vous disposez d'ouvrages ou d'articles de référence ou si vous connaissez des sites web de qualité traitant du thème abordé ici, merci de compléter l'article en donnant les références utiles à sa vérifiabilité et en les liant à la section « Notes et références ».
Chronologie
Saison 9 Saison 11
Cet article présente le guide des épisodes de la dixième saison de la série télévisée américaine Chicago PD.

## Généralités
- Aux États-Unis, la saison a été diffusée du 21 septembre 2022[1] au 24 mai 2023[2] sur le réseau NBC.
- Au Canada, la saison est diffusée en simultanée sur le réseau Citytv.
- En Belgique, elle a été diffusée du 27 octobre 2023[3] au 26 janvier 2024[4] sur RTL-TVI.

## Distribution

### Acteurs principaux
- Jason Beghe (VF : Thierry Hancisse) : Sergent Henry « Hank » Voight
- Tracy Spiridakos (VF : Olivia Luccioni): Lieutenant Hailey Upton
- Marina Squerciati (VF : Olivia Nicosia) : Lieutenant Kim Burgess
- Patrick Flueger (VF : Sébastien Desjours) : Lieutenant Adam Ruzek
- LaRoyce Hawkins (VF : Daniel Lobé) : Lieutenant Kevin Atwater
- Benjamin Levy Aguilar (VF : Simon Koukissa-Barney) : Lieutenant Dante Torres
- Amy Morton (VF : Françoise Vallon) : Sergent Trudy Platt

### Acteurs récurrents
- Jesse Lee Soffer (VF : Thibaut Belfodil) : Lieutenant Jay Halstead (épisodes 1 à 3)
- Michael Gaston (VF : Gilbert Lévy) : Chef Patrick O'Neal (épisodes 1, 3, 5 à 9)
- Ramona Edith Williams (VF : Didier Cherbuy) : Makayla Ward (épisodes 8, 14, 15, 18, 22)

### Invités crossovers
- Nick Gehlfuss (VF : Didier Cherbuy) : Dr William « Will » Halstead (épisode 1)

## Liste des épisodes

### Épisode 1:Passer à autre chose
- États-Unis /  Canada : 21 septembre 2022 sur NBC / Citytv
- Belgique : 27 octobre 2023 sur RTL-TVI

- États-Unis : 5,48 millions de téléspectateurs (première diffusion)

- Nick Gehlfuss : Dr William « Will » Halstead

### Épisode 2:Un tueur en cavale
- États-Unis /  Canada : 28 septembre 2022 sur NBC / Citytv
- Belgique : 27 octobre 2023 sur RTL-TVI

- États-Unis : 5,32 millions de téléspectateurs (première diffusion)

### Épisode 3:Frères d'armes
- États-Unis /  Canada : 5 octobre 2022 sur NBC / Citytv
- Belgique : 3 novembre 2023 sur RTL-TVI

- États-Unis : 5,95 millions de téléspectateurs (première diffusion)

### Épisode 4:Le Protecteur
- États-Unis /  Canada : 12 octobre 2022 sur NBC / Citytv
- Belgique : 3 novembre 2023 sur RTL-TVI

- États-Unis : 5,65 millions de téléspectateurs (première diffusion)

### Épisode 5:Fils à papa
- États-Unis /  Canada : 19 octobre 2022 sur NBC / Citytv
- Belgique : 10 novembre 2023 sur RTL-TVI

- États-Unis : 5,58 millions de téléspectateurs (première diffusion)

### Épisode 6:Présumé coupable
- États-Unis /  Canada : 2 novembre 2022 sur NBC / Citytv
- Belgique : 10 novembre 2023 sur RTL-TVI

- États-Unis : 5,06 millions de téléspectateurs (première diffusion)

### Épisode 7:Au fond du trou
- États-Unis /  Canada : 9 novembre 2022 sur NBC / Citytv
- Belgique : 17 novembre 2023 sur RTL-TVI

- États-Unis : 4,69 millions de téléspectateurs (première diffusion)

### Épisode 8:Dans la peau
- États-Unis /  Canada : 16 novembre 2022 sur NBC / Citytv
- Belgique : 17 novembre 2023 sur RTL-TVI

- États-Unis : 5,39 millions de téléspectateurs (première diffusion)

### Épisode 9:La Charge de la preuve
- États-Unis /  Canada : 7 décembre 2022 sur NBC / Citytv
- Belgique : 24 novembre 2023 sur RTL-TVI

- États-Unis : 5,39 millions de téléspectateurs (première diffusion)

### Épisode 10:L'Omerta
- États-Unis /  Canada : 4 janvier 2023 sur NBC / Citytv
- Belgique : 24 novembre 2023 sur RTL-TVI

- États-Unis : 5,59 millions de téléspectateurs (première diffusion)

### Épisode 11:Guerre de pouvoir
- États-Unis /  Canada : 11 janvier 2023 sur NBC / Citytv
- Belgique : 1er décembre 2023 sur RTL-TVI

- États-Unis : 5,45 millions de téléspectateurs (première diffusion)

### Épisode 12:Au revoir
- États-Unis /  Canada : 18 janvier 2023 sur NBC / Citytv
- Belgique : 1er décembre 2023 sur RTL-TVI

- États-Unis : 5,58 millions de téléspectateurs (première diffusion)

### Épisode 13:Liaison interdite
- États-Unis /  Canada : 15 février 2023 sur NBC / Citytv
- Belgique : 8 décembre 2023 sur RTL-TVI

- États-Unis : 5,20 millions de téléspectateurs (première diffusion)

### Épisode 14:Chasser ses démons
- États-Unis /  Canada : 22 février 2023 sur NBC / Citytv
- Belgique : 8 décembre 2023 sur RTL-TVI

- États-Unis : 5,71 millions de téléspectateurs (première diffusion)

### Épisode 15:Business familial
- États-Unis /  Canada : 1er mars 2023 sur NBC / Citytv
- Belgique : 15 décembre 2023 sur RTL-TVI

- États-Unis : 5,03 millions de téléspectateurs (première diffusion)

### Épisode 16:Le Procès Morales
- États-Unis /  Canada : 22 mars 2023 sur NBC / Citytv
- Belgique : 15 décembre 2023 sur RTL-TVI

- États-Unis : 4,97 millions de téléspectateurs (première diffusion)

### Épisode 17:Une question d'éthique
- États-Unis /  Canada : 29 mars 2023 sur NBC / Citytv
- Belgique : 12 janvier 2024 sur RTL-TVI

- États-Unis : 5,20 millions de téléspectateurs (première diffusion)

### Épisode 18:Pour la cause...
- États-Unis /  Canada : 5 avril 2023 sur NBC / Citytv
- Belgique : 12 janvier 2024 sur RTL-TVI

- États-Unis : 5,04 millions de téléspectateurs (première diffusion)

### Épisode 19:Un coupable trop jeune
- États-Unis /  Canada : 3 mai 2023 sur NBC / Citytv
- Belgique : 19 janvier 2024 sur RTL-TVI

- États-Unis : 5,01 millions de téléspectateurs (première diffusion)

### Épisode 20:Forcée à se battre
- États-Unis /  Canada : 10 mai 2023 sur NBC / Citytv
- Belgique : 19 janvier 2024 sur RTL-TVI

- États-Unis : 4,87 millions de téléspectateurs (première diffusion)

### Épisode 21:Passé torturé
- États-Unis /  Canada : 17 mai 2023 sur NBC / Citytv
- Belgique : 26 janvier 2024 sur RTL-TVI

- États-Unis : 4,91 millions de téléspectateurs (première diffusion)

### Épisode 22:Leur monde meilleur
- États-Unis /  Canada : 24 mai 2023 sur NBC / Citytv
- Belgique : 26 janvier 2024 sur RTL-TVI

- États-Unis : 4,76 millions de téléspectateurs (première diffusion)